# Kardinál laik

Základ znaku kardinála-laika – ze schématu pro biskupy s titulem kardinál vynechán kříž a pallium

Kardinál laik byl v katolické církvi kardinál, který nepřijal vyšší kněžské svěcení, tzn. nikdy nebyl vysvěcen na jáhna, kněze nebo biskupa.

## Charakteristika
Přesněji řečeno, tito kardinálové nebyli skutečným laiky, protože přijali kněžskou tonzuru a byli tak započteni mezi kleriky. Kromě toho se jim dostalo nižšího svěcení, které jim nebránilo se ženit nebo žít v manželství již uzavřeném. Tato svoboda byla jistě jedním z důvodů, proč se kardinálové, kteří nepřijali vyšší kněžská svěcení nazývají kardinály „laiky“. Časté nedorozumění v otázce kardinálů laiků je založené na předpokladu, že označení „kardinál“ je dalším pořadím v katolické hierarchii po biskupském stupni, kterému předchází stupeň kněžský a jáhenský. Ve skutečnosti pozice kardinála není svěcení, ale znamená vysoké postavení v rámci církve.
Laik právník Teodolfo Mertel byl jmenován kardinálem papežem Piem IX. v roce 1858. Nezůstal však kardinálem laikem dlouho, protože již v témže roce byl vysvěcen na jáhna. Když v roce 1899 zemřel, byl posledním žijícím kardinálem neknězem.
V roce 1968 papež Pavel VI. uvažoval o možnosti jmenovat francouzského katolického filosofa Jacquese Maritaina kardinálem laikem.

## Změny v kanonickém právu
Kodex kanonického práva z roku 1917 stanoví, že kardinály mohou být jmenováni pouze kněží nebo biskupové, čímž bylo oficiálně ukončeno historické období, v němž se někteří mohli stát kardinály poté, co přijali jen tonzuru a nižší kněžské svěcení.
Stejná norma se opakuje i v Kodexu kanonického práva z roku 1983 s tím, že ti, kteří ještě nejsou biskupové, musí přijmout biskupské svěcení. Pokud by nějaký kněz, který byl jmenován kardinálem, o to požádal, může však dostat dispens od biskupského svěcení.
Motem proprio Ministeria quaedam z 15. srpna 1972 zrušil papež Pavel VI. obřad tonzury a rozhodl, že podmínkou zařazení do duchovního stavu je přijetí jáhenského svěcení.